# Rapture (Anita Baker-album)
Az 1986-os Rapture Anita Baker második nagylemeze. Meghozta számára az áttörést, világszerte nyolcmillió példányban kelt el, két Grammy-díjat is hozott az énekesnőnek.
A Sweet Love nyitódal Top 10-es sláger volt a Billboard listáin, Grammy-díjat is nyert. A Same Ole Love-hoz videóklip is készült. 1989-ben 36. lett a Rolling Stone magazin Az 1980-as évek 100 legjobb albuma listáján. Szerepel az 1001 lemez, amit hallanod kell, mielőtt meghalsz című könyvben. 2020-ban Minden idők 500 legjobb albuma listán 404. helyen szerepelt.

## Az album dalai
|    | Cím                      | Szerző(k)                                | Hossz |
| -- | ------------------------ | ---------------------------------------- | ----- |
| 1. | Sweet Love               | Anita Baker, Louis A. Johnson, Gary Bias | 4:26  |
| 2. | You Bring Me Joy         | David Lasley                             | 4:24  |
| 3. | Caught Up in the Rapture | Garry Glenn, Dianne Quander              | 5:07  |
| 4. | Been So Long             | Baker                                    | 5:07  |
| 5. | Mystery                  | Rod Temperton                            | 4:56  |
| 6. | No One in the World      | Ken Hirsch, Marti Sharron                | 4:10  |
| 7. | Same Ole Love            | Marilyn Mcleod, Darryl K. Roberts        | 4:05  |
| 8. | Watch Your Step          | Baker                                    | 4:54  |

## Helyezések és díjak

### Album
| Év   | Lista                     | Helyezés |
| ---- | ------------------------- | -------- |
| 1986 | US The Billboard 200      | 11       |
| 1986 | US Top R&B/Hip-Hop Albums | 2        |
| 1986 | US Top Jazz Albums        | 24       |
| 1986 | UK Top 75 Albums          | 13       |

### Kislemezek
| Év   | Kislemez                        | Lista                               | Helyezés |
| ---- | ------------------------------- | ----------------------------------- | -------- |
| 1986 | Sweet Love                      | US Billboard Hot 100                | 8        |
| 1986 | Sweet Love                      | US Hot R&B/Hip-Hop Singles & Tracks | 2        |
| 1986 | Sweet Love                      | US Adult Contemporary               | 3        |
| 1986 | Sweet Love                      | UK Top 75 Singles                   | 13       |
| 1986 | Caught Up in the Rapture        | US Billboard Hot 100                | 37       |
| 1986 | Caught Up in the Rapture        | US Hot R&B/Hip-Hop Singles & Tracks | 6        |
| 1986 | Caught Up in the Rapture        | US Adult Contemporary               | 9        |
| 1986 | Caught Up in the Rapture        | UK Top 75 Singles                   | 51       |
| 1986 | Watch Your Step                 | US Hot R&B/Hip-Hop Singles & Tracks | 23       |
| 1987 | Same Ole Love (365 Days a Year) | US Billboard Hot 100                | 44       |
| 1987 | Same Ole Love (365 Days a Year) | US Hot R&B/Hip-Hop Singles & Tracks | 8        |
| 1987 | Same Ole Love (365 Days a Year) | US Adult Contemporary               | 6        |
| 1987 | Same Ole Love (365 Days a Year) | UK Top 75 Singles                   | 100      |
| 1987 | No One in the World             | US Billboard Hot 100                | 44       |
| 1987 | No One in the World             | US Hot R&B/Hip-Hop Singles & Tracks | 5        |
| 1987 | No One in the World             | US Adult Contemporary               | 9        |

### Grammy-díjak
| Év   | Díjazott   | Kategória                                           |
| ---- | ---------- | --------------------------------------------------- |
| 1987 | Rapture    | Grammy-díj a legjobb női R&B-énekes teljesítményért |
| 1987 | Sweet Love | Grammy-díj a legjobb R&B-dalért                     |

## Közreműködők

### Zenészek
- dob, ütőhangszerek – Lorenzo Brown, Ricky Lawson, Arthur Marbury, John Robinson, Lawrence Fratangelo
- basszusgitár – Jimmy Haslip, Neil Stubenhaus, David B. Washington, Freddie Washington
- gitár – Donald Griffin, Paul Jackson Jr., Greg Moore, Dean Parks, Michael J. Powell
- szintetizátor, billentyűk, zongora – Paul Chiten, Vernon D. Fails, Sir Gant, Greg Phillinganes, Anita Baker (8)
- szaxofon – Don Myrick, Donald Albright
- hangszerelés – Sir Gant

### Produkció
- executive producer – Anita Baker
- producer – Michael J. Powell, Marti Sharron & Gary Skardina
- hangmérnök – Robert Feist, Barney Perkins, Gary Skardina
- hangmérnökasszisztens – Keith "KC" Cohen, Fred Law, Tony Ray, Keith Seppanen
- keverés – Michael J. Powell
- mastering – Barry Diament, Bernie Grundman

## Fordítás
- Ez a szócikk részben vagy egészben a Rapture (Anita Baker album) című angol Wikipédia-szócikk ezen változatának fordításán alapul.  Az eredeti cikk szerkesztőit annak laptörténete sorolja fel. Ez a jelzés csupán a megfogalmazás eredetét és a szerzői jogokat jelzi, nem szolgál a cikkben szereplő információk forrásmegjelöléseként.